# Rangordnung
Eine Rangordnung (auch Rangfolge, Rangliste, Ranking [ˈræŋkɪŋ]) ist eine Reihenfolge mehrerer vergleichbarer Objekte, deren Sortierung eine Bewertung festlegt. Voraussetzung für eine Rangordnung ist das Vorliegen einer Ordnungsrelation. Populäre Beispiele sind Weltranglisten im Sport und Musikcharts.
Die eindimensionale Anordnung einer Rangordnung vereinfacht den Vergleich und das Treffen einer Auswahl: so werden beim Suchmaschinenranking Ergebnisse einer Suchanfrage nach ihrer Relevanz sortiert. Rangordnungen können nach einfachen, auch umstrittenen, Kriterien erstellt werden oder als Ergebnis aufwendiger Vergleichsstudien. Häufig bilden ihre Reihenfolgen Bestandteile von Hierarchien ab. Eine konkrete Position in einer Rangordnung wird auch als Platzierung bezeichnet.

## Beispiele
- Die Hackordnung wird in der Verhaltensbiologie meist gleichbedeutend mit Rangordnung verwendet, wenn es darum geht, die Hierarchie in Tiergruppen zu beschreiben. Das Wort Hackordnung geht auf den norwegischen Zoologen und Verhaltensforscher Thorleif Schjelderup-Ebbe zurück, der diese Bezeichnung nach Studien zum Dominanzverhalten von Hühnern einführte.
- Die protokollarische Rangordnung der einzelnen Staaten ordnet die Träger öffentlicher Ämter nach ihrer nominellen Bedeutung ein. Zuoberst steht in der Regel das Staatsoberhaupt, gefolgt von den höchsten Vertretern der drei Staatsgewalten.
- Gesetzlich vorgeschriebene Rangordnungen bei der Zwangsversteigerung oder Insolvenz legen fest, welcher Gläubiger gegenüber anderen Gläubigern bei der Verteilung der Verwertungserlöse bevorzugt wird. Im Sachenrecht gibt es eine Rangfolge für beschränkte dingliche Rechte im Vergleich zu anderen Rechten.
- In Hochschulrankings werden die Qualität von Forschung und Lehre an Hochschulen bewertet und meist in Form von nach Fächern sortierten Ranglisten in Zeitschriften veröffentlicht. Bekannt ist in Deutschland beispielsweise das jährlich vom Centrum für Hochschulentwicklung erstellte Hochschulranking.
- In Zeitschriftenbewertungen wird die Qualität wissenschaftlicher Zeitschriften bewertet.
- Das Suchmaschinenranking von Ergebnissen einer Suchmaschine ist im Information Retrieval von Bedeutung. Um eine möglichst hohe Position zu erreichen, sind verschiedene Verfahren der Suchmaschinen-Optimierung entwickelt worden.
- Städte- und Nationenrankings werden von zahlreichen Organisationen erstellt, um Städte bzw. Länder nach bestimmten Kriterien miteinander zu vergleichen. Beispiele hierfür sind der Korruptionswahrnehmungsindex von Transparency International, und das von der Bertelsmann Stiftung erstellte Ranking von deutschen Unternehmensstandorten.
- Musikcharts legen aufgrund bestimmter Erhebungsmethoden für einen festgelegten Zeitraum ebenfalls eine Rangfolge nach bestimmten Kriterien (Single, LP oder Popmusik, Soul usw.) fest.

Weitere Beispiele:
- der Soziale Status in der Soziologie
- der Dienstgrad beim Militär
- die Rangeinteilung der Kriegsschiffe
- die Rangliste der aggregierten Punkte bei einem aus mehreren Wettkämpfen bestehenden Wettbewerb, z. B. einer Meisterschaft oder Turnierserie, jedoch nicht synonym für eine Platzierung in einem Wettkampfereignis
- der Kunstkompass in der bildenden Kunst

## Statistische Analyse von Rangordnungen
Die Untersuchung von Rangordnungen mit Hilfe der Statistik (rank order statistics, zum Beispiel mit Hilfe des Wilcoxon-Rangsummentests) bietet in vielen Fällen wesentliche Vorteile gegenüber der Analyse der Rohdaten durch den t-Test, denn Rangtests sind deutlich robuster gegenüber Extremwerten und Nichtlinearitäten. Durch die Bildung von Rängen werden die zu untersuchenden Einheiten in eine Ordinalskala gebracht; die Beträge der absoluten Unterschiede zwischen benachbarten Werten wirken sich dann weniger stark auf das Testergebnis aus, was insbesondere bei mehrgipfeligen Verteilungen der Rohdaten die Nachweismöglichkeiten von Signifikanzen erhöht.
Rangordnungen beruhen meist auf mehreren Kriterien, die miteinander zu einem Gesamtwert verrechnet werden. Daraus ergibt sich das grundsätzliche Problem, dass die Verrechnungsmethode das Ergebnis deutlich beeinflussen kann.

## Die Lust am Ranking
Psychologisch betrachtet braucht der Mensch Kategorien aller Art, um die Welt zu ordnen, zu verstehen und sich zu orientieren. Eine Art und Weise dieser Kategorienbildung ist die Bewertung und Sortierung der Objekte und Ereignisse seines Umfeldes. Die Sozialstrukturen und Wertvorstellungen einer Gesellschaft entscheiden darüber, wie groß die Bedeutung dieses Verhaltensmusters ist. Da die modernen Gesellschaften mehr oder weniger streng hierarchisch organisiert sind und Zahlen im Rahmen der Leistungsgesellschaft eine herausragende Bedeutung haben, ist das Bedürfnis, alles zu vergleichen und einzuordnen, heute stark ausgeprägt. Besonders gefördert wird es zudem durch die modernen Medien, sodass sich Rankings aller Art enorm großer Beliebtheit erfreuen. Gerd Gigerenzer vom Max-Planck-Institut für Bildungsforschung in Berlin spricht von einer „Ranking-Gesellschaft“, der man sich kaum entziehen kann. Weil Ranglisten die Wirklichkeit stark vereinfachen und zu vorschnellen Schlussfolgerungen verleiten, fordert er eine Schulbildung, die lehrt, „was man wirklich braucht, nämlich statistisches Denken [und] nach Evidenz zu fragen“.